# Морская фиалка
«Морская фиалка» (итал. Viola di mare, английский вариант названия — Purple sea) — итальянская мелодрама 2009 года режиссёра Донателлы Майорки на основе романа Джакомо Пилати «Жезл короля» (Minchia di Re).

## Сюжет
Анджела живёт в деревне на одном из итальянских островов. Её отец, Сальваторе, занимается добычей туфа и в его власти находится весь остров. Анджела влюбляется в подругу детства Сару. Но отец и слышать не желает об этой предосудительной страсти и устраивает помолвку дочери с местным парнем. Анджела противится воле отца, тот запирает её в подвале, где она проводит несколько месяцев в заточении. Мать понимает, что дочь может умереть, и вынуждает отца устроить подлог: в деревне объявляется, что Анджела на самом деле была рождена мальчиком, но священник ошибся, записывая пол. Все понимают, что это обман, но противиться властному Сальваторе никто и не думает. Анджела в мужском обличии и под новым именем - Анджело, занимает должность управляющего каменоломнями и женится на Саре. Их счастливый союз гибнет, когда при родах Сара умирает. Ребёнок, чьим биологическим отцом, по согласию девушек, был старый приятель Сары, выживает. Анджела снимает с себя мужскую одежду, так как ей больше нет нужды скрывать свой пол.

## Актёрский состав
| В ролях            |  | Персонаж                 |
| ------------------ |  | ------------------------ |
| Валерия Соларино   |  | Анджела                  |
| Изабелла Рагонезе  |  | Сара                     |
| Эннио Фантастикини |  | Сальваторе, отец Анджелы |
| Джизельда Володи   |  | Лючия, мать Анджелы      |